# مص الشحم
مَص الشَّحم أو شفط الدُهون أو نحت الشحم أو استئصال الشحم بالمص أو التقام الشحم (بالإنجليزية: Liposuction)‏ هي إحدى الجراحات التجميلية التي تهدف إلى إزالة التراكمات الدهنية غير المرغوب فيها من جسم الإنسان بهدف تغيير شكله بشكلٍ عام، وحتى الآن لا توجد براهين علمية تثبت تأثير هذه العملية على الوزن، حيثُ يستمر الأثر لبضعة أشهر فقط، وأيضاً لا تؤثر هذه العملية على المشاكل المُتعلقة بالسمنة.

## إجراءات العملية

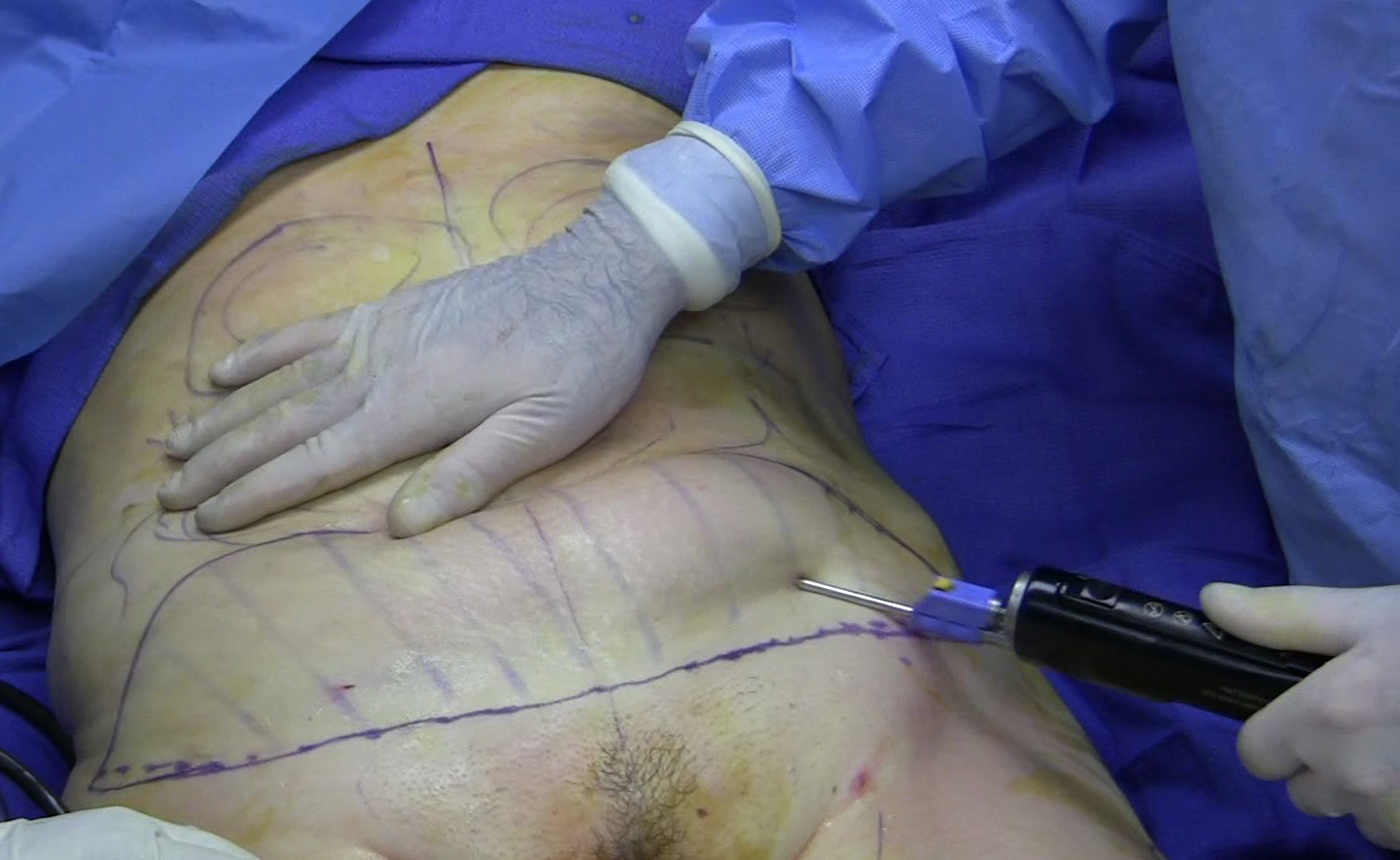
عملية مص شحم وشد بطن لامرأة تبلغ 40 عاماً

في البداية، يقوم الجراح بالتأكد من موافقة الشخص على نوع التخدير المطلوب وموافقته على التقنيات والأدوات المُستخدمة، ثُم يطلب من الشخص إجراء اختبارات الصحة العامة للتحقق من ملاءمته للجراحة، وقد يطلب من الشخص اتباع بعض الإرشادات في الأسابيع التي تسبق العملية، مِثل: تجنب الأدوية المضادة للالتهاب، والتوقف عن تناول حبوب منع الحمل، والإقلاع عن التدخين وغيرها.
يقوم الجراح بتحديد المنطقة المراد معالجتها بالقلم، وتستغرق مدة العملية بين 1-3 ساعات وتُجرى تحت التخدير العام، ثم يبدأ الجراح بتحضير المنطقة المُراد مص الشحم منها، وقد يقوم الجراح بتفتيت الخلايا الدهنية في المنطقة بواسطة اهتزازات عالية التردد أو نبض ليزري ضعيف، وبعد ذلك يبدأ الجراح بإنشاء قطع في جلد المنطقة، ثم يُدخل الأداة الخاصة بالمص حيثُ تقوم بتفكيك الدهون ومَصها، وبعد الانتهاء قد تخرج سوائل أو دم زائد من المنطقة يتم سحبه بواسطة أنابيب صغيرة.

## التأثيرات الجانبية
إنَّ لمص الشحوم تأثيرات جانبية ومضاعفات مُحتملة كغيرها من العمليات الجراحية، ولكن بشكل عام تعتبر عملية مص الشحم عملية آمنة ومن النادر ظهور مشاكل خطيرة، ومن هذه التأثيرات الجانبية: تورم والتهاب المنطقة المعالجة، وندبات مكان القطع، بالإضافة إلى تورم الكاحلين، والتهاب الوريد الخثاري.

## حالات طبية تمنع إجراء الجراحة
وقد تعوق بعض الحالات الطبية إجراء عملية جراحية لشفط الدهون، مثل المرضى الذين يعانون من أمراض مزمنة كالسكري وضغط الدم. ولا ينصح بإجراء عملية شفط الدهون للأشخاص الذين لديهم عدم انتظام في الدورة الدموية والسكر وخلل المناعة وأمراض القلب والرئة. ويجب أن ينتظر المريض بعض الوقت إذا كان يرغب في إجراء عملية شفط الدهون في نفس المكان الذي أجر فيه عمليات جراحية سابقة. وهذه قائمة ببعض الحالات الطبية قد تعوق إجراء عملية شفط الدهون:
- النساء خلال فترة الحمل والرضاعة.
- مرضى السكري وضغط الدم.
- الأشخاص الذين لديهم حساسية لمخدر الليدوكايين وهو من أكثر أنواع مواد التخدير إستخداما في مثل تلك الجراحات.
- مرضى القلب واضطرابات الدورة الدموية.

## روابط خارجية
- معلومات عن مص الشَحم من قِبل إدارة الغذاء والدواء.